# ابیگیل (بازیکن فوتبال)
ابیگیل (انگلیسی: Abigail; ۱۲ اکتبر ۱۹۲۱ – ۲۷ دسامبر ۲۰۰۷) بازیکن فوتبال اهل برزیل بود.
از باشگاه‌هایی که در آن بازی کرده‌است می‌توان به باشگاه ورزشی اینترناسیونال اشاره کرد.